# Réserve nationale de Shimba Hills
La réserve nationale de Shimba Hills est une petite réserve nationale dans la province côtière du Kenya, à 33 km de Mombasa et à 15 km de la côte. La réserve est une zone de forêt tropicale côtière et de prairies.
Elle représente une zone importante pour la biodiversité végétale : plus de 50 % des 159 espèces de plantes rares au Kenya se trouvent dans les Shimba Hills, y compris certaines espèces menacées de cycas et d'orchidées. Il s'agit également d'un site d'importance nationale pour les oiseaux et les papillons. Un corridor de migration pour les éléphants entre la réserve de Shimba Hills et la forêt de Mwalunganje fut mis en place avec la création, en 1993, du sanctuaire des éléphants de Mwalunganje au nord de la réserve de Shimba Hills.

## Géographie

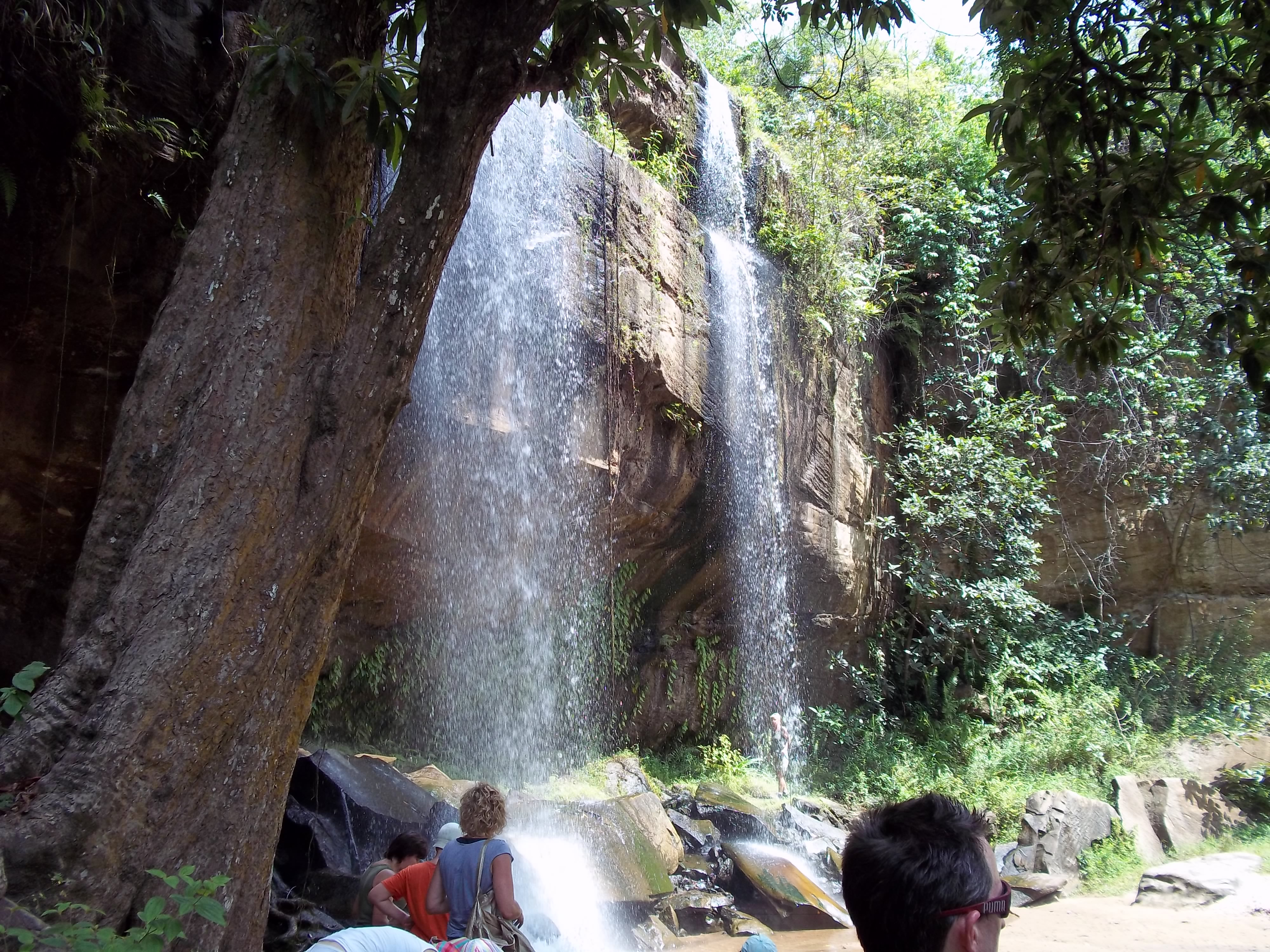
Chutes Sheldrick dans la réserve nationale de Shimba Hills

Située à une altitude comprise entre 120 et 450 m, la réserve de Shimba Hills est parsemée de collines boisées. Pengo Hill, dans la partie ouest du parc, en est le point culminant, à 450 m, du haut duquel il est possible de voir, par temps clair, les plaines de Tsavo. D'une hauteur de 25 m, situées dans la partie est de la réserve, se dressent dans ce décor forestier les chutes Sheldrick nommées en l'honneur de David Sheldrick (en) qui les a découvertes.

## Climat
Le climat est chaud et humide. Les précipitations vont de 855 à 1 682 m par an et la température annuelle moyenne est de 24,2 °C.

## Faune
La réserve nationale de Shimba Hills compte plus de 300 éléphants, des antilopes rouannes, des hippotragues noirs, des antilopes musquées, des céphalophes rouges, des colobes noirs et blancs, des servals, des buffles, des girafes, des léopards, des guépards, des cobes et des lions. On y a répertorié 111 espèces d’oiseaux dont l'aigle fascié, la pintade de Pucheran, le souimanga des Uluguru ainsi que des oiseaux indicateurs. Les pythons, cobras, lézards et geckos constituent les principaux représentants de la faune reptilienne. La réserve est classée zone importante pour la conservation des oiseaux depuis 2008.